# Elymus fedtschenkoi
Elymus fedtschenkoi är en gräsart som beskrevs av Nikolai Nikolaievich Tzvelev. Elymus fedtschenkoi ingår i släktet elmar, och familjen gräs. Inga underarter finns listade i Catalogue of Life.